# Spacemen 3
Spacemen 3 war eine englische Rockband aus Rugby, Warwickshire. Sie wurde 1982 von Pete Kember und Jason Pierce gegründet. Ihr Stil war dem Space Rock und Neo-Psychedelia, aber auch dem aufkommenden Shoegazing zuzuordnen. 1991 löste sie sich auf. Jason Pierce gründete zuvor zusammen mit Jon Mattock und Will Carruthers die bis heute aktive Band Spiritualized.

## Bandgeschichte
Spacemen 3 wurde 1982 von den Kunststudenten Pete Kember alias Sonic Boom und Jason Pierce in Rugby, Warwickshire, gegründet. Aus ihrem Motto „three chords good – two chords better – one chord best“ entwickelten sie einen eigenständigen, kompromisslosen Sound und ließen sich dabei unter anderem von Bands wie MC5, The Stooges, 13th Floor Elevators und The Velvet Underground beeinflussen. Während die Veröffentlichung ihres ersten Albums Sound of Confusion im Jahr 1986 eher eine kleine Gruppe von Fans ansprach, schafften sie es im darauf folgenden Jahr mit The Perfect Prescription, international Aufmerksamkeit zu gewinnen.
Die Band ging völlig offen mit ihrer Drogen- und insbesondere Heroinsucht um. Musikalisch drifteten die Bandgründer aber immer weiter auseinander. So befindet sich auf dem Album Playing with Fire von 1989 nur noch ein Song, den die beiden zusammen geschrieben hatten. 1991 erschien ihr viertes Album Recurring, bei dem auf jeder LP-Seite jeweils nur Songs von einem der beiden Gründungsmitglieder zu finden sind. Als die Platte erschien, hatte Pierce zusammen mit Carruthers und Mattock bereits Spiritualized gegründet und kurz danach wurde Spacemen 3 aufgelöst.

## Diskografie

### Alben
| Jahr | Titel     | Höchstplatzierung, Gesamtwochen, AuszeichnungChartsChartplatzierungen (Jahr, Titel, Platzierungen, Wochen, Auszeichnungen, Anmerkungen) | Anmerkungen |
| Jahr | Titel     | UK | Anmerkungen |
| ---- | --------- | --- | ----------- |
| 1991 | Recurring | UK46 (1 Wo.)UK |             |

Weitere Alben
- 1986: Sound of Confusion
- 1987: The Perfect Prescription
- 1988: Performance
- 1988: Playing with Fire
- 1990: Dreamweapon
- 1990: Taking Drugs to Make Music to Take Drugs To
- 1995: Live in Europe 1989
- 1995: For All the Fucked-Up Children of This World We Give You Spacemen 3
- 1995: Revolution or Heroin
- 2013: Live at the New Morning, Geneva, Switzerland, 10. Mai 1989

### Kompilationen
- 1993: Walkin' with Jesus / Transparent Radiation
- 1995: Translucent Flashbacks (The Glass Singles)
- 1995: The Singles
- 2003: Forged Prescriptions (2 CDs)
- 2005: How the Blues Should've Turned Out (2 CDs)

### Singles und EPs
| Jahr | Titel                | Höchstplatzierung, Gesamtwochen, AuszeichnungChartsChartplatzierungen (Jahr, Titel, Platzierungen, Wochen, Auszeichnungen, Anmerkungen) | Anmerkungen |
| Jahr | Titel                | UK | Anmerkungen |
| ---- | -------------------- | --- | ----------- |
| 1989 | Hypnotized Recurring | UK85 (2 Wo.)UK |             |
| 1991 | Big City Recurring   | UK88 (2 Wo.)UK |             |

Weitere Singles und EPs
- 1986: Walkin' with Jesus
- 1987: Transparent Radiation
- 1988: Take Me to the Other Side
- 1988: Revolution
- 1989: Threebie 3
- 1991: I Love You / Sometimes
- 2008: DJ Tones EP